# ショートプレート

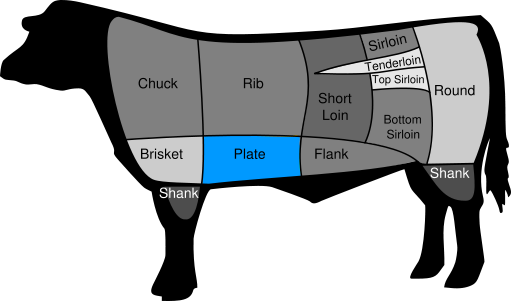
アメリカ式の牛肉の部位

日本式だと「ともばら」の一部

ショートプレート（英語: short plate）は、牛肉の部位の1つ。

## 概要
アメリカ合衆国式の分類であり、リブ（あばら肉）の下にある部分で、第6肋骨から第12肋骨までのばら肉である。
日本式の部位だと、ともばらを中央で2分割したうちばら、そとばらの内、そとばらに属する。そとばらは、フランク、ショートプレート、インサイドスカートに分かれる。

## 利用
ショートプレートは、表面の脂肪や筋肉間の脂肪が多い傾向はあるが、肉には甘味と旨味があり、ステーキ、焼肉、しゃぶしゃぶ、すきやき、バーベキュー、煮込みに適する。ショートプレートを細分化した焼肉用カット規格としてカルビプレート、スーパーパストラミ、カルビプレートアイなども開発されている。
日本ではスライスされたショートプレートが安価な牛肉として、牛丼や食べ放題の焼き肉などへの需要が高い。
アメリカ合衆国では、かつてはハンバーガー向けの挽き肉の材料として用いられたこともあるが、脂肪が多すぎることから敬遠される部位でもある。そのため、1970年代に日本がアメリカ合衆国からの牛肉輸入が本格化した際には、アメリカ合衆国産牛ショートプレートは低価格の部位であった。
1990年代以降、日本では牛肉の輸入自由化や円高などの影響と、牛丼チェーンの店舗数増加、コンビニ弁当の普及もあって、アメリカ合衆国産ショートプレートのほとんどを日本は購入することになった。
2000年代になると牛丼やしゃぶしゃぶ、すきやきが日本以外にも広く普及をはじめたことから、ショートプレート需要が中華人民共和国や東南アジアでも高まり、2010年代終盤には中華人民共和国と日本とでアメリカ合衆国産ショートプレートの買い付け競争が発生するようにもなった。